# Rodeiro (parroquia)
Rodeiro (oficialmente San Vicente de Rodeiro) es una parroquia española del municipio de Rodeiro, perteneciente a la provincia de Pontevedra, en la comunidad autónoma de Galicia.

## Historia
Hacia mediados del siglo XIX, la parroquia, ya por entonces perteneciente al municipio del mismo nombre, tenía contabilizada una población de 120 habitantes. Aparece descrita en el decimotercer volumen del Diccionario geográfico-estadístico-histórico de España y sus posesiones de Ultramar de Pascual Madoz con las siguientes palabras:

RODEIRO (San Vicente): felig. del ayunt. del mismo nombre en la prov. de Pontevedra (11 leg.), part. jud. de Lalin (1 1/2), dióc. de Lugo (10). sit. en la márg. der. del r. Arnego, con libre ventilacion y clima sano. Tiene 24 casas en las ald. de Cabada, Debesa, Iglesia, Ramos, Rodeiro, Vence y Vila. En la ald. de Rodeiro se reune el ayunt., y existe una torre muy antigua, que fue señal del señorio que ejercian los arz. de Santiago, y en época anterior los Cambas ó Churruchaos; la igl. parr. (San Vicente) se halla servida por un cura de provision en concurso. Confina N. Negrelos; Sta. Eulalia de Camba al E., y Riobó por SO. El terreno es de mediana calidad, le baña dicho r. Arnego, sobre el cual hay un puente de piedra llamado del Hospita. prod.: maiz, centeno, patatas, legumbres y pastos; hay ganado vacuno, mular, lanar y cabrio, y alguna pesca de anguilas y truchas. Se celebra en esta parr. una feria todos los meses, cuyas especulaciones consisten en ganados, frutos y efectos del pais. pobl.: 24 vec., 120 alm. contr.: con las demas felig. del ayunt.
(Madoz, 1849, p. 539)

En 2023, tenía empadronados 416 habitantes.